# Posoqueria densiflora
Espèce
Classification phylogénétique
Posoqueria densiflora est une espèce de plante de la famille des Rubiaceae. On la trouve notamment au Brésil.

## Synonymes
- Martha fragrans F.J.Müll.
- Posoqueria fragrans (F.J.Müll.) Darwin